# Umm Qais
Umm Qais ali Qays (arabsko أم قيس, dob. 'mati Qais') je mesto na severu Jordanije, ki je v glavnem znano po bližini ruševin starodavne Gadare (v nekaterih besedilih Gedaris), tudi nekdanja škofija in sedanja rimskokatoliška naslovna škofija.
Leži v departmaju Bani Kinanah in guvernoratu Irbid na skrajnem severozahodu države, blizu meja z Izraelom in Sirijo. Leži na 378 metrih nadmorske višine s pogledom na Galilejsko jezero, Golansko planoto in sotesko reke Jarmuk

## Zgodovina

### Antika
Gadara (hebrejsko: גדרה, Gadʾara, ali גדר, Gader; grško: Γάδαρα Gádara) je bila v obrambnem položaju na grebenu, ki je dostopen na vzhodu, a ga na drugih treh straneh varujejo strme brežine. Bilo je dobro preskrbljeno z vodo, z dostopom do izvira in zbiralnikov Ain Qais.
Član Dekapolisa je bila Gadara središče grške kulture v regiji, ki velja za eno najbolj heleniziranih in je uživala poseben politični in verski status. Do 3. stoletja pred našim štetjem je imelo mesto več kulturnega pomena. Grški zgodovinar Polibij opisuje Gadaro kot iz  leta 218 pr. n. št. kot »najmočnejšo od vseh krajev v regiji«. Kljub temu je kapitulirala kmalu zatem, ko ga je oblegal sirski selevkidski kralj Antioh III.. Pod Selevkidi so mesto poznali tudi kot Antiohijo (starogrško Αντιόχεια) ali Antiohijo Semiramis (starogrško Ἀντιόχεια Σεμίραμις, Antiókheia Semíramis) in kot Seleucia (starogrško Σελεύκεια) . Pokrajina je prešla izpod nadzora selevkidskih kraljev Sirije in Ptolemajcev iz Egipta. Aleksander Jannaeus je zajel in poškodoval Gadaro. V začetku 1. stoletja pred našim štetjem je Gadara rodila svojega najslavnejšega sina Meleagerja. Bil je eden najbolj občudovanih helenističnih grških pesnikov, ne le zaradi lastnih del, temveč tudi zaradi njegove antologije drugih pesnikov, ki so bili osnova velike zbirke, znane kot Grška antologija. Leta 63 pred našim štetjem, ko je rimski general Pompej območje postavil pod rimski nadzor, je obudil Gadaro in jo postavil med pol avtonomna mesta rimskega Dekapolisa in nasproti nabatejski širitvi. Toda Avgust ga je leta 30 pr. n. št. dal pod nadzor židovskega kralja Heroda. Zgodovinar Jožef Flavij pripoveduje, da je Gadara po smrti kralja Heroda leta 4 pr. n. št. postala del rimske province Sirije. 
Gadara je bila rojstni kraj satirika Menipa (okoli leta 1-50 n. št.), sužnja, ki je postal cinični filozof in se je v mešanici proze in verza satirično norčeval iz človeštva. Njegova dela niso ohranjena, ampak sta jih posnemala Varon in Lukijan.
Jožef Flavij trdi, da je bila okoli leta 66, na začetku judovskega upora proti Rimljanom, država okoli Gadare opustošena:
 »Tako je Vespazijan prišel do mesta Gadara. Vstopil je vanj in usmrtil vso mladino. Rimljani se niso usmilili  nobene starosti. Požigal je mesto in vse vile okoli njega.«
Gadarci so ujeli nekatere najbolj drzne Jude, od katerih je bilo nekaj usmrčenih, drugi pa zaprti. Nekateri v mestu so se predali cesarju Vespazijanu, ki je tam postavil garnizon. Rimski akvadukt iz 2. stoletja je Gadaro oskrboval s pitno vodo preko kanata, dolgega 170 km. Njegov najdaljši podzemni odsek, dolg 94 km, je najdaljši znani predor iz antičnih časov. Gadara je bila v vzhodnem rimskem cesarstvu še naprej pomembno mesto in bila dolgo sedež krščanskega škofa. Z osvojitvijo Arabcev je po bitki pri Jarmuku leta 636 prišla pod muslimansko oblast. Okoli leta 747 jo je močno uničil potres in je bila opuščen.
Starodavne zidove je mogoče zaslediti skoraj v celotnem krogu 3 km. Ena od rimskih cest je tekla proti vzhodu do Ḍer‛ah, akvadukt je bil sleden do bazena Ḳhab, približno 20 milj severno od Ḍer‛ah. Med ruševinami so »kopeli, dve gledališči, hipodrom, ulice s kolonadami in pod Rimljani, akvadukti«  tempelj, bazilika in druge zgradbe, ki pripovedujejo o nekoč čudovitem mestu. Tlakovana ulica z dvojno kolonado je tekla od vzhoda do zahoda. Kolesnice starodavnih vozil v tlakovani cesti so še vedno vidne.
Drugačno mesto, imenovano "Gader" (sic) je omenjeno v Jeruzalemu Talmudu (Erubin 5:7) in Tosefti (Erubin 6:13) v sobotnem dnevu hoje od Hamatta, mesteca, ki leži znotraj ene svetopisemske milje, južno do mesta Tiberija.

#### Gadara v evangeliju
Exorcizem demoniaca Gerasene, pogosto znan kot Čudež (Gadarene) svinje in Exorcizem Legije, je eden izmed čudežev, ki jih je storil Jezus po Novi zavezi. Zgodba prikazuje, da je Jezus izganjal demona ali demone iz človeka in v čredo prašičev, zaradi česar je prašič zbežal po hribu v jezero in utonil.
Zgodba se pojavlja v treh sinoptičnih evangelijih, ne pa v Janezovem evangeliju. Vsi zapisi vključujejo Jezusovo izganjanje demonov, ki sta bila v Markove in Lukovem skupaj opredeljena kot "Legija".
Zgodbo sta svetnika Avguštin iz Hipona in Tomaž Akvinski razlagala tako, da pomeni, da kristjani nimajo dolžnosti do živali. To je bilo sporno v razpravah o krščanstvu in pravicah živali.

### Zgodnje islamsko obdobje
Bitka pri Jarmuku leta 636 n. št. na blizu Gadare je celotno regijo pripeljala pod arabsko-muslimansko oblast.
18. januarja 749 n. št. je velik del mesta uničil potres v Galileji. Medtem ko je bilo mesto močno poškodovano, arheološki dokazi o omejeni obnovi, vključno s preoblikovanjem velike cerkve bazilike s petimi ladjami v mošejo, kažejo na nadaljnjo naselitev mesta vsaj v 11. stoletje.
Do 13. stoletja je mesto v zgodovinskih virih zabeleženo pod novim imenom Mukais, lokalnim izrazom, ki pomeni obmejni kraj ali carinarnica in iz katerega izhaja sodobno ime Umm Qais.

### Osmansko obdobje
Leta 1596 se je pojavil v osmanskih davčnih registrih z imenom Mkeis, v nahiji (podokrožju) Bani Kinana, ki je bil del sandžaka Havran. Imel je 21 gospodinjstev in 15 samskih; vsi muslimani, poleg 3 krščanskih gospodinjstev. Vaščani so za kmetijske proizvode plačali fiksno davčno stopnjo 25 %; vključno s pšenico, ječmenom, poletnimi pridelki, sadnim drevjem, kozami in čebelnjaki. Skupni davek je znašal 8500 akč.
Leta 1806 je Ulrich Jasper Seetzen obiskal Umm Qais in ga identificiral kot lokacijo starodavne Gadare, ki opisuje osmansko naselje ter grobnice in druge spomenike, ki so še vidni na površini. Starodavne ruševine v Umm Qaisu so zahodni obiskovalci ponovno zabeležili v letih 1816 in 1838. Do leta 1899, ko je to mesto obiskal Schumacher kot del svojega raziskovanja zapisov za Hedžaško železnico, se je vas z gradnjo večjih hiš znatno razširila, pri čemer je opozoril tudi, da veliko grobnic, ki so jih zabeležili zgodnji obiskovalci, ni več prisotnih. Najbolj impresivna stavba Umm Qaisa, rezidenca osmanskega guvernerja, znana kot Beit Rousan, (hiša Rousan), sega v to obdobje širitve v poznem osmanskem obdobju.

### Moderno obdobje
Leta 1920 sta Madafa in Hosh (dvorišče) hiše Hajj Mahmouda al Rousana v Umm Qaisu gostila konferenco arabskih voditeljev z vsega Bližnjega vzhoda, da bi sestavila pogodbo v odgovor na britanski in francoski načrt za razdelitev regije po koncu britanskega in francoskega mandata.
Vaško šolo je leta 1922 odprl jordanski kralj Abdulah I., in je postala tretja najstarejša šola v Jordaniji za tistima v Saltu in Keraku.
Do leta 1961 je v Umm Qaisau živelo 1196 prebivalcev.
Med arabsko-izraelsko vojno leta 1967 je bila strateška lokacija Umm Qaisa ponovno postavljena na frontno črto spora. Močno granatiranje iz Golanskega višavja in letalsko bombardiranje so poškodovali vas in starodavno mesto. Podzemni rimski mavzolej pod baziliko s petimi ladjami na zahodu je jordanska vojska po nesreči odkrila, velika nedotaknjena podzemna komora pa je bila med spopadom uporabljena kot začasna terenska bolnišnica.

### Prizadevanja za ohranitev
Leta 1974 je nemški protestantski arheološki inštitut odkril ruševine bizantinske cerkvene zgradbe v Umm Qaisu.
Od leta 2005 deluje oddelek Orient Nemškega arheološkega inštituta pod vodstvom Claudije Bührig v Gadari. Ekipa je med drugim odkrila egipčansko in grško uvoženo keramiko, vtisnjene amfore in trdnjavo Selevkidov.
Leta 2015 sta Sklad ambasadorjev za ohranjanje kulture in Univerza Yarmouk sodelovala pri boljšem ohranjanju rimskega akvadukta Gadara v Umm Qaisu. Ta projekt se je zaključil leta 2018 in okrepil največji preostali podzemni rimski vodovod.

## Cerkvena zgodovina
Starodavna Gadara je bila dovolj pomembna, da je postala naslovna škofija metropolitanske nadškofije Scythopolis, glavnega mesta rimske provincije Palestine Secunda, vendar je, skupaj z mestom, po muslimanskih osvajanjih zbledela.

### Naslovna škofija
Škofija je bila nominalno obnovljena najpozneje v 15. stoletju kot naslovna škofija Gadaræ v latinščini, v Curiate v italijanščini, od leta 1925 preimenovana izključno v Gadara.

## Pomebne osebe
Gadaro so nekoč imenovali 'mesto filozofov'. Med drugimi je bil v Gadari doma:
- Menip iz Gadare (3. stoletje pred našim štetjem), cinični satirik
- Meleager iz Gadare (1. stoletje pred našim štetjem), cinični pesnik
- Filodem (1. stoletje pred našim štetjem), epikurejski filozof in pesnik
- Teodor iz Gadare (1. stoletje pred našim štetjem), orator
- Oenomaus iz Gadare (2. stoletje CE), cinični filozof
- Apsines iz Gadare (3. stoletje CE), retorik
- Filo iz Gadare, matematik
- Antioh Gadara, filozof

## Arheologija
Ulrich Seetzen je leta 1806 prepoznal Umm Qais za starodavno mesto Gadara. Leta 2017 so arheologi odkrili starodavni tempelj, ki je bil zgrajen v helenistični dobi v 3. stoletju pred našim štetjem. Za tempelj velja, da je bil posvečen Pozejdonu. Na najdišču so našli tudi helenistično lončenino. Tempelj, zgrajen po zasnovi distil in antis, je sestavljen iz pronaosa, podija in naosa, svete sobe templja. Poleg tega so arheologi odkrili tudi mrežo vodnih predorov v središču starodavnega mesta, ki so ločeni od zunanjega predora, ki so ga pred tem odkrili pred desetletji.

## Turizem
Številni obiskovalci se v Umm Qais pripeljejo na enodnevne izlete iz prestolnice Aman, približno 110 kilometrov na jug, da bi videli njegove obsežne ruševine in uživali v panoramskem razgledu. Vidi se Galilejsko jezero in Tiberija v Izraelu in čez dolino reke Jarmuk je južni konec Golanske planote, Sirija, pod izraelsko okupacijo od šestdnevne vojne leta 1967. Gora Hermon, ki meji na Libanon, se v jasnih dneh vidi v daljavi.
V Beit Rousan - prej hiša osmanskega guvernerja in zdaj del kompleksa - so razstavljeni grški kipi in krščanski mozaiki.